# Soliman I
Soliman I supranumit Magnificul și Legiuitorul (în turcă otomană سليمان, Sulaymān, în turcă Süleyman; n. 6 noiembrie 1494, Trabzon, Imperiul Otoman – d. 6 septembrie 1566, Szigetvár, Țările Coroanei Sfântului Ștefan, Ungaria Regală), a fost al zecelea sultan al Imperiului Otoman între anii 1520-1566, domnia lui fiind una dintre cele mai lungi. În Occident este cunoscut sub numele de Soliman Magnificul (în turcă Muhteșem Süleyman, în engleză The Magnificent, în franceză Le Magnifique ). Supranumele Legiuitorul (în turcă Kanunî Süleyman, în arabă القانونى, al -Qānūnī, în engleză The Lawgiver, în franceză Le Législateur ) se datorează implicării sale în finalizarea sistemului legislativ al Imperiului Otoman.
Soliman coordona politica și economia Imperiului, dar era în același timp și conducătorul armatei. În fruntea armatei sale, cucerește pe rând Belgradul și Rodosul, iar după victoria de la Mohács din 1526, reușește să pună stăpânire pe o mare parte din teritoriul Regatului Ungariei. În lupta sa pentru cucerirea unor noi teritorii, a  ocupat zone întinse din Persia și Africa de Nord (Algeria de azi), dominând cu autoritate Orientul Mijlociu. Flota sa controla traficul maritim din  Marea Mediterană, Marea Roșie și Golful Persic.
Fiind conducătorul Imperiului Otoman, Soliman I instituia și promulga legi economice, sociale, financiare și juridice. Aceste legi dure au dăinuit și după moartea sa o lungă perioadă de timp. În perioada domniei sale cultura otomană s-a dezvoltat mai ales în domeniul artelor, literaturii și arhitecturii.
Încălcând tradițiile otomane privind căsătoria, Soliman I s-a căsătorit cu o cadână din haremul său, pe nume Roxelana. În urma căsătoriei cu aceasta, sultanul câștigă mai multă notorietate. 
În timpul domniei lui, a început totodată și epoca sultanatului femeilor, începând cu influența politică a Sultanei Hürrem (Roxelana). Datorită marilor realizări și cuceriri teritoriale, de asemenea și a construcțiilor ce au rămas în istorie ca aducere aminte de domnia sa, acesta s-a făcut cunoscut în toată lumea ca fiind cel mai popular sultan ce a domnit în Imperiul Otoman. 
După 46 de ani de domnie, Soliman moare și fiul său, moștenitorul tronului, Selim al II-lea, preia conducerea ducând mai departe succesul tatălui său.

## Copilăria și tinerețea

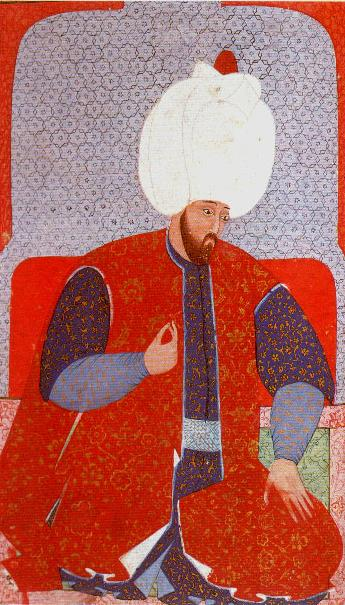
Soliman I în tinerețe

Soliman s-a născut în Trabzon (Trapezunt), localitate pe țărmul  Mării Negre, probabil pe 6 noiembrie 1494. Mama lui a fost Ayșe Hafsa Sultan, de un farmec deosebit și o rară inteligență, de origine cercheză sau georgiană; a murit în 1534. Tatăl său a fost sultanul Yavuz Selim, în acel timp guvernator al Trabzonului.. La vârsta de șapte ani, el a fost trimis să studieze științele, istoria, literatura, teologia și tacticile militare la școlile din Palatul Topkapî din Constantinopol. În tinerețe s-a împrietenit cu Ibrahim, un sclav care a devenit ulterior unul dintre consilierii lui cei mai de încredere. De la vârsta de șaptesprezece ani, tânărul Soliman a fost numit ca guvernator (sangeac- bei) al orașului Kaffa (Theodosia) din Crimeea (în timpul domniei lui Baiazid al II-lea), iar în 1513 în  Manisa, principalul oraș în provincia Sarukhan, din Regiunea Egeeană a Turciei (în domnia lui Selim I). După moartea tatălui său, Selim I (1465-1520), Soliman a devenit sultan la 30 septembrie 1520. O descriere a lui Soliman, la câteva săptămâni după urcarea  sa pe tron  a fost furnizată de trimisul venețian Bartolomeo Contarini, la 15 octombrie 1520: "El are douăzeci și cinci ani, este înalt, cu părul sârmos și tenul delicat. Gâtul lui este un pic prea lung, fața lui este subțire, iar nasul lui e acvilin. Are mustață și o barbă mică. Cu toate acestea el are o înfățișare plăcută, deși are o piele palidă. El va fi un Domn (regent) înțelept, iubitor de studiu, și de oameni". Unii istorici susțin că în tinerețea sa, Soliman a avut o admirație pentru Alexandru cel Mare. El a fost influențat de viziunea lui Alexandru de a construi un imperiu de la est până la vest, iar acest lucru a creat o unitate dialectică pentru campaniile sale militare în Asia și în Africa precum și în Europa.

## Cuceriri în Europa
După reușita tatălui său, Selim I, Soliman a început o altă serie de cuceriri militare și a potolit o revoltă condusă de guvernatorul otoman al Damascului, Canbirdi Gazali, în 1521. Soliman începe cât mai repede pregătirile pentru cucerirea Belgradului (pe atunci în Regatul Ungariei), ceea ce străbunicul lui, Mahomed al II-lea, nu a reușit să realizeze. Înaintarea sa a fost întârziată de către maghiari ajutați mai apoi de către sârbi, bulgari și bizantini, aceștia rămânând singura forță care putea bloca în continuare expansiunea Imperiului Otoman în Europa. Soliman a încercuit Belgradul sârbesc și a început o serie de bombardamente masive, de pe insula Srem, situată pe Dunăre. Cu o garnizoană de doar 700 de bărbați și fără a primi niciun ajutor din Ungaria, Belgradul a căzut în august 1521. Cetatea Belgrad devine sediul unui sangeac turcesc..  Sangeacul  Smederevo, cum era denumit încă din anul 1459, când Serbia devenise o simplă  provincie turcească, cu sediul în Belgrad a înglobat în cuprinsul lui din anul 1526 și sudul Ungariei. Vlahii , aflați în sangeacul Smederevo, arată documentele timpului, au avut o situație privilegiată până în 1536, neplătind haraci, ci numai jumătate din obligațiile legate de agricultură (ușur).
Știrea că a fost cucerită una dintre cetățile majore ale creștinismului, a răspândit frica în întreaga Europă. Ambasadorul Sfântului Imperiu Roman la Constantinopol  a spus: "Capturarea  Belgradului  a fost la originea evenimentelor dramatice care au cuprins Ungaria. Acest lucru a condus la moartea regelui Ludovic”.

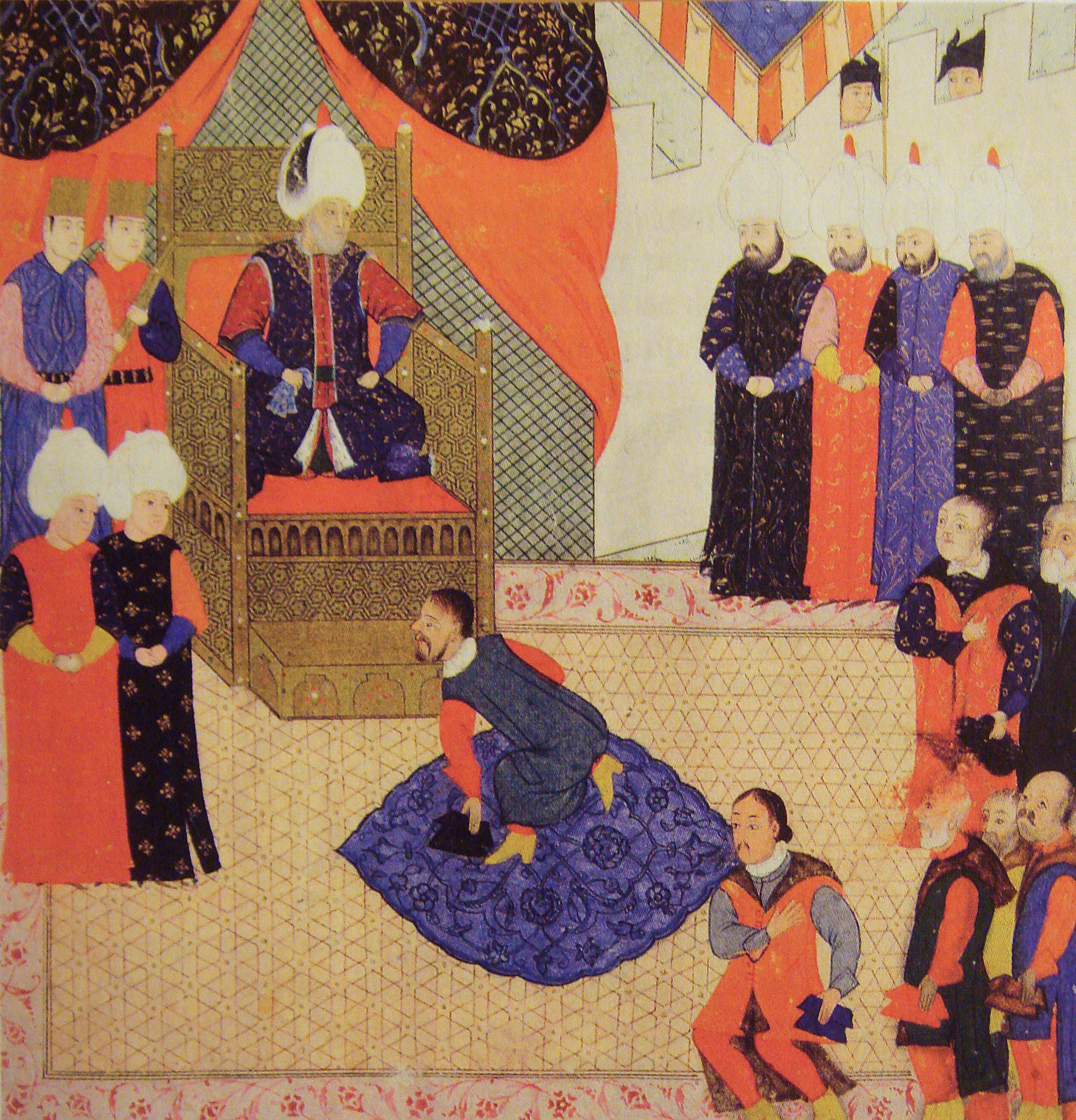
Regele Ioan Sigismund Zápolya al Ungariei și sultanul Soliman I (1556)

Drumul spre Ungaria și Austria se deschisese, dar Soliman dorea să cucerească insula Rodos din Mediterana de Est, bază a Cavalerilor Ospitalieri (Ordinul Cavalerilor Ioaniți), ale căror activități de pirați din apropierea Asiei Mici și Levant erau o problemă pentru otomani. În vara anului 1522, profitând de flota marină pe care a moștenit-o de la tatăl său, Soliman a trimis o armată de aproximativ 400 de vase în timp ce conducea personal o armată de 100.000 de soldați spre Asia Mică, până la un punct opus al insulei.  După un asediu de cinci luni cu ciocniri brutale, Rodosul a capitulat și Soliman a permis Cavalerilor Ioaniți din Rodos să părăsească insula. Ei s-au stabilit în insula Malta.  După anul 1530 au devenit cunoscuți ca Ordinul Cavalerilor de Malta.
Relațiile dintre Ungaria și Imperiul Otoman s-au deteriorat, Soliman a reluat campania în Europa de Est și la 29 august 1526 l-a învins pe Ludovic al II-lea al Ungariei și Boemiei (1506-1526) în Bătălia de la Mohács (1526), unde regele a căzut în luptă. Rezistența maghiară s-a prăbușit și Imperiul Otoman a devenit cea mai mare putere în Europa de Est. Când a văzut corpul neînsuflețit al regelui Ludovic, Soliman ar fi spus plângând: "Am venit într-adevăr împotriva lui; dar nu am vrut ca el să moară".
După scurt timp de la câștigarea bătăliei de la Mohács armata otomană a intrat în Buda, inima Ungariei, însă pentru că orașul nu putea fi apărat cu ușurință, otomanii au părăsit capitala după numai două săptămâni.
După lupta de la Mohács, otomanii au transformat în pașalâc o parte din teritoriul Ungariei, iar restul Ungariei a fost condus de voievodul Transilvaniei Ioan Zápolya, care a fost încoronat ca rege al Ungariei la Székesfehérvár.

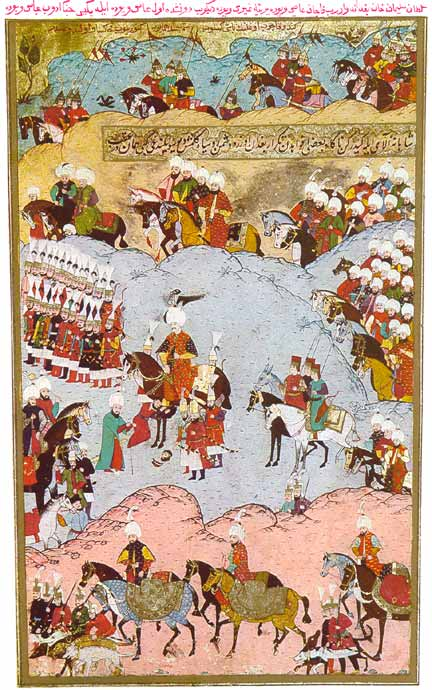
„Sultanul Soliman I preia controlul Moldovei”. Miniatură otomană din 1584 păstrată la Palatul Topkapî din Istanbul.

După bătălia de la Mohács, tronul Ungariei a fost revendicat de Ferdinand de Habsburg, arhiduce de Austria și de Ioan Zápolya, voievodul Transilvaniei. Soliman l-a recunoscut pe Ioan Zápolya, ca rege vasal al Ungariei.
În anii următori, sub conducerea lui Carol Quintul și a fratelui său Ferdinand de Habsburg, arhiducele de Austria, Habsburgii au reocupat temporar Buda și Ungaria. Ca urmare, în 1529 Soliman din nou a mărșăluit prin valea Dunării și a recâștigat controlul asupra orașului Buda în septembrie 1529, când îl instalează pe tron pe Ioan Zápolya, iar în toamna următoare a asediat Viena. A fost cea mai ambițioasă expediție a Imperiului Otoman și apogeul extinderii sale spre Occident. Cu o garnizoană de 16.000 oameni, austriecii i-au provocat lui Soliman mari pierderi și au creat o rivalitate geopolitică otomano-habsburgică care a durat până spre începutul secolulului al XX-lea. În octombrie 1529, Soliman, care nu reușise să ocupe Viena, a dat ordin de despresurare și de retragere. A mai urmat o nouă încercare de a cuceri Viena în 1532, dar din nou Soliman nu a reușit. În ambele cazuri, armata otomană a fost afectată de condiții meteorologice nefavorabile (ninsoare) și nu a fost aprovizionată la timp.

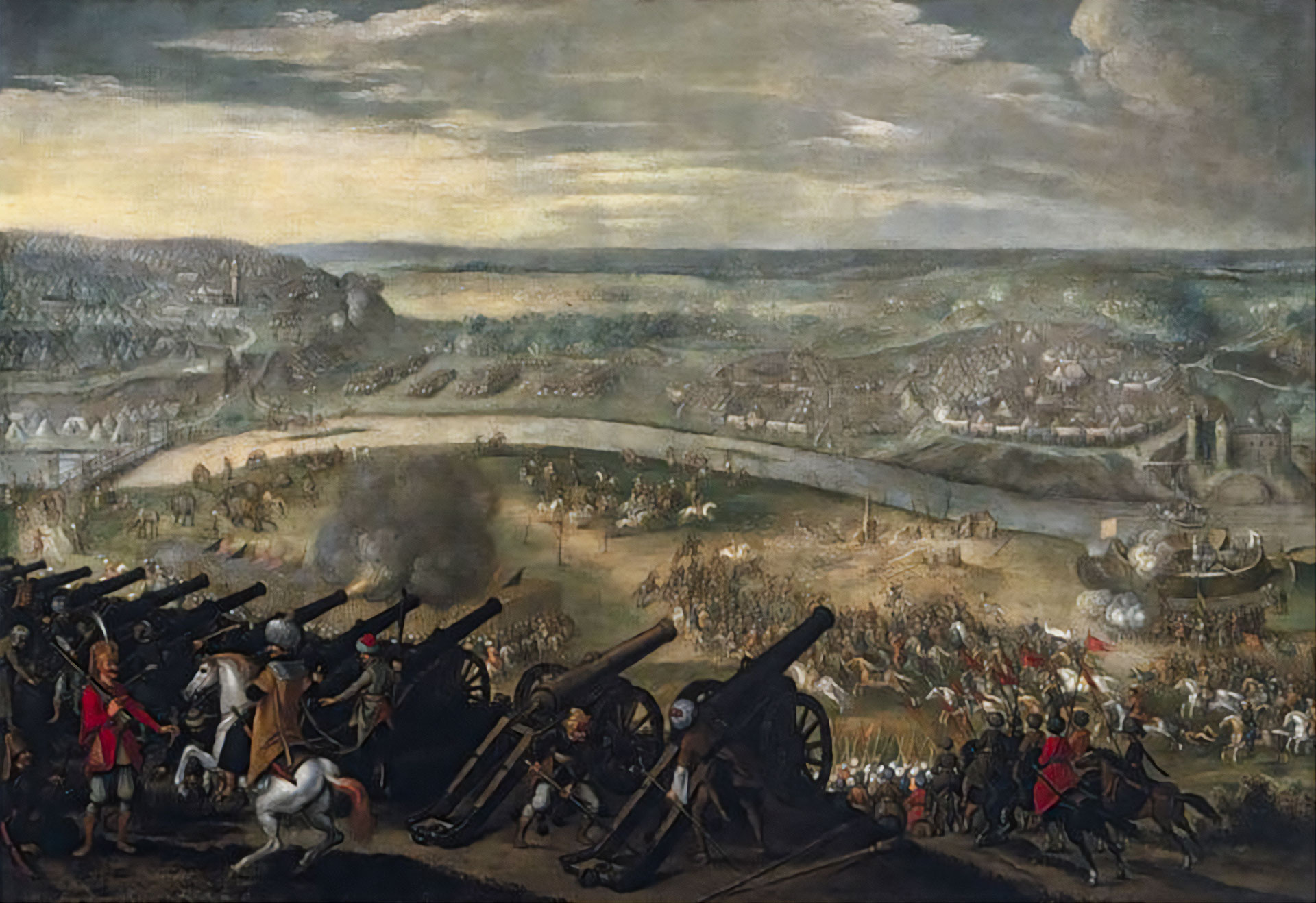
Asediul otoman al orașului maghiar Strigoniu (1543)

În anii 1540 a urmat un conflict în Ungaria și Soliman are posibilitatea de a răzbuna înfrângerea suferită la Viena. Unii nobili maghiari au propus ca împăratul romano-german Ferdinand, arhiducele de Austria (1519-1564), care a fost domnitor al Austriei vecine și cumnat cu Ludovic al II-lea , să fie rege al Ungariei citând acordurile anterioare prin care ungurii au acceptat ca Habsburgii să ia tronul Ungariei, fiindcă Ludovic a murit fără moștenitori. Cu toate acestea, nobilii au apelat la unul dintre ei, Ioan Zápolya, care, fiind susținut de Soliman, a fost ales  ca rege al Ungariei la 10 noiembrie 1526, însă nu a fost recunoscut ca rege  de către puterile creștine ale Europei. În lupta Lui Ioan Zápolya împotriva lui Ferdinand de Habsburg, pentru succesiunea regelui Ludovic al II-lea, cel dintâi (Zápolya) a fost sprijinit de Petru Rareș, care intervenise în Transilvania; oastea moldoveană i-a zdrobit pe partizanii lui Ferdinand (sași și unguri) în lupta de la Feldioara (22 iunie 1529),lupta fiind dusă cu mare înverșunare și "mare moarte...de îmbe părțile". Ioan Zapolya s-a menținut ca rege al Ungariei până la moartea sa, survenită la 20 iulie 1540.
În 1541 Habsburgii au intrat din nou în conflict cu otomanii deoarece au încercat să asedieze Buda. Eforturile lor au fost respinse și ca  urmare, Ferdinand și fratele său, Carol al V-lea, au fost forțați să încheie un tratat umilitor de cinci ani, cu Soliman. Ferdinand a renunțat la conducerea Regatului Ungariei și a fost forțat să plătească o sumă fixă anuală (tribut) către sultan pentru ținuturile maghiare aflate sub controlul lui. De o mai mare importanță simbolică, tratatul menționat nu l-a numit pe Carol V "împărat", ci "rege al Spaniei", lăsându-l astfel, implicit, pe Soliman să se considere "împărat".. În august 1541, Soliman transformă o mare parte a Ungariei, cea sudică și estică, în pașalâc. În urma transformării unei părți mari din Ungaria în pașalâc turcesc, ia ființă un nou beglerbegat (vilaiet), cu sediul la Buda. În acest beglerbegat,  în afară de Ungaria, intrau o parte din Slovacia, din Serbia și câteva teritorii din Peninsula Balcanică.
În Enciclopedia Britanică se menționează că în urma campaniilor lui Soliman din anii 1541 și 1543 au apărut trei regiuni distincte: Ungaria habsburgilor în nordul extrem și în vest; Ungaria otomană în lungul Dunării mijlocii- o regiune sub ocupația militară directă și permanentă a otomanilor și cu centrul principal la Buda; Transilvania - un stat vasal dependent de Poartă, sub stăpânirea lui Ioan Sigismund (1540-1571) fiul lui Ioan Zápolya. Între 1543 și 1562 războaiele au continuat în Ungaria, întrerupte de armistiții, cu puține schimbări notabile de fiecare parte, dintre care cea mai importantă a fost cucerirea Banatului Timișoarei în 1532.
Învingând principalii săi rivali din Europa de Est, Soliman a asigurat Imperiului Otoman un rol important în peisajul politic al Europei din Evul Mediu Târziu.

## Războiul Otoman-Safevid

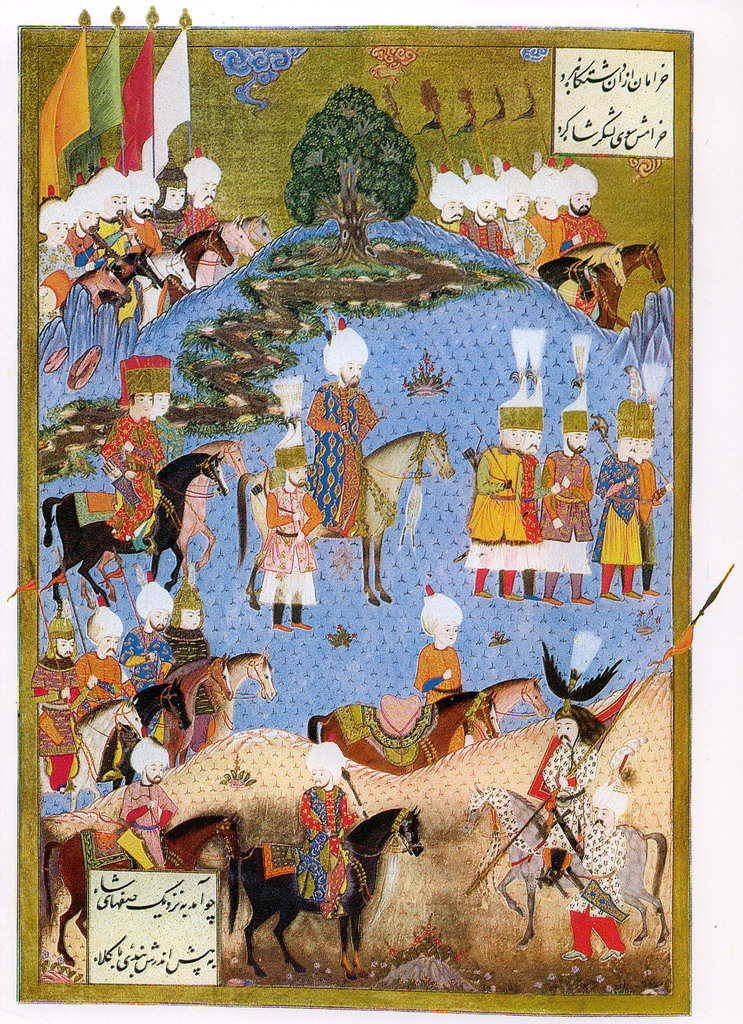
Miniatură reprezentând marșul lui Soliman cu o armată în Naxcivan, vara anului 1544

După ce Soliman și-a stabilizat frontierele în Europa, el și-a îndreptat atenția către dinastia Safevidă din Persia. Două evenimente în particular vor precipita conflictul. În primul rând, Șah Tahmasp a ordonat asasinarea guvernatorului Bagdadului, loial lui Soliman, și înlocuirea cu un adept al șahului, iar în al doilea rând, guvernatorul de Bitlis a trădat și i-a jurat credință șahului. Ca rezultat, În 1533, Soliman a ordonat marelui vizir Ibrahim Pașa să conducă o armată în Asia, unde a recucerit Bitlis și  a ocupat Tabrizul  fără rezistență. Campania condusă de Ibrahim s-a terminat în 1534, iar Soliman a făcut o mișcare spre Persia, doar pentru a intra pe teritoriul șahului, care nu a riscat o confruntare decisivă și a recurs la hărțuirea armatei otomane. Atunci, în decembrie 1534, Soliman și-a făcut o intrare grandioasă în Bagdad. Comandantul a predat orașul, confirmându-l astfel pe Soliman ca lider al lumii islamice și succesorul legitim  al califilor Abbasizi. În acest fel, toată Mesopotamia, inclusiv Bagdadul, a fost subordonată direct Imperiului otoman, feudalii locali fiind lichidați, iar pământul fiind împărțit și dat în folosință noilor stăpâni. În urma acestor victorii, la titulatura sa de „stăpân pe două continente și două mări”, Soliman și-a adăugat și pe cea de stăpân al Adrianopolului, al Brusei, al orașelor Cairo, Damasc, Alep, Bagdad și, bineînțeles, pe cea de protector al celor două orașe sfinte, Mecca și Medina. 
În încercarea de a-l învinge pe șah pentru totdeauna, Soliman a început a doua campanie în 1548 - 1549. Ca și în cadrul campaniei anterioare, Șahul Tahmasp a evitat o confruntare decisivă cu armata otomană și a ales în schimb să se retragă, iernând cu armata persană în Armenia și forțând astfel armata otomană să suporte iarna grea din Caucaz. Soliman a abandonat campania cu câștiguri temporare otomane în Tabriz și Armenia, o prezență de durată în provincia Van și unele forturi în Georgia. În 1553 a început a treia și ultima campanie a lui Soliman împotriva Șahului Tahmasp. Sultanul a atacat inițial teritoriile cucerite în Erzurum de fiul șahului, apoi a traversat cursul superior al Eufratului, recucerind anumite părți din Persia și stabilizând dominația otomană acolo. Armata șahului a continuat strategia de a evita confruntările decisive, care riscau să nu aducă nici un câștig semnificativ. În 1554 a fost semnat un pact, încheindu-se astfel campaniile asiatice ale lui Soliman.

## Campanii în Oceanul Indian și India

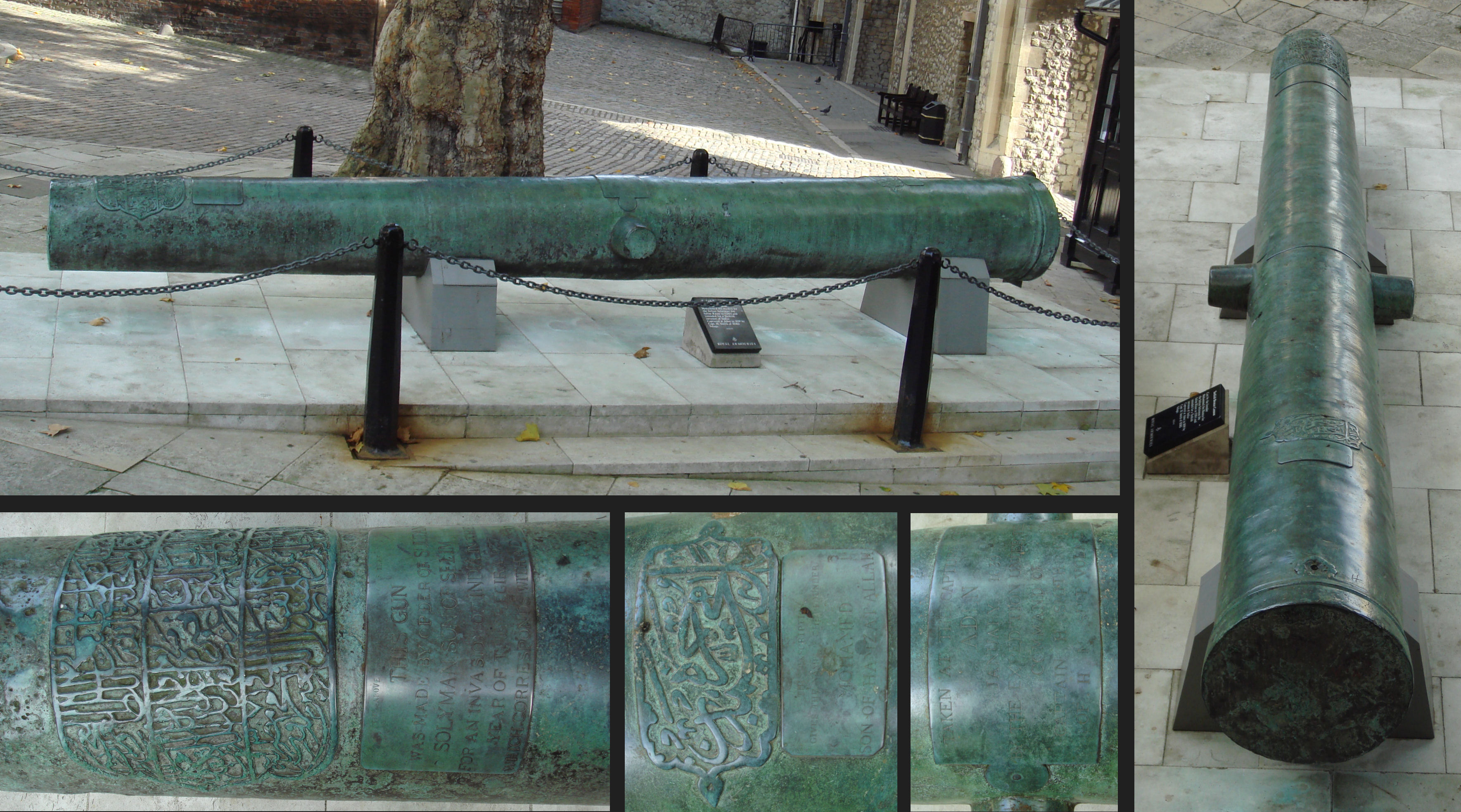
Tunul lui Soliman, capturat la Aden

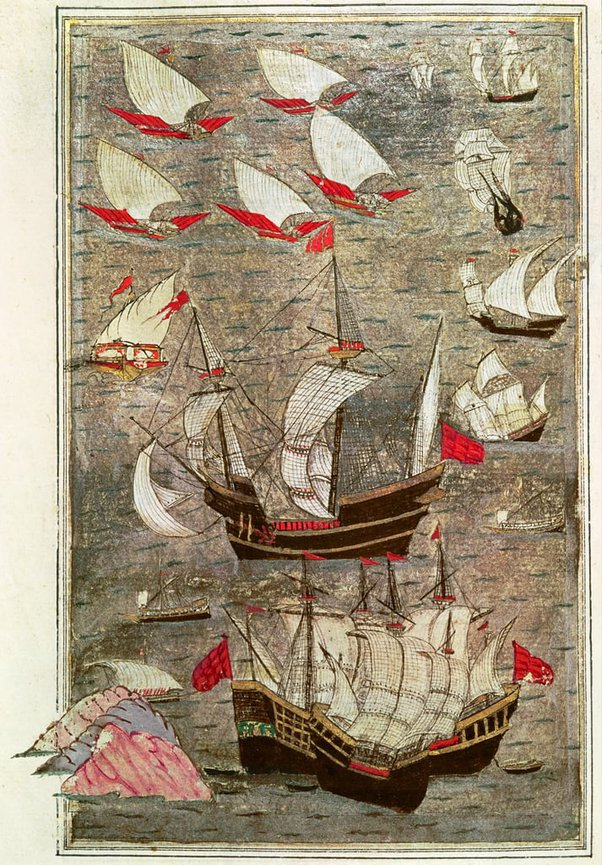
Flota otomană din Oceanul Indian, secolul al XVI-lea

În Oceanul Indian, Soliman a condus mai multe campanii navale împotriva portughezilor, în încercarea de a îi elimina și a restabili căile comerciale cu India. Aden, în Yemen, a fost capturat de otomani în 1538, cu scopul de a oferi o bază otomană pentru raiduri și pentru a ataca posesiunile portugheze de pe coasta de vest a Pakistanului și Indiei de azi. Vâslind din India, otomanii au eșuat la asediul asupra fortului Diu din septembrie 1538, dar apoi otomanii au revenit la Aden. Din această bază, Suleyman Pașa a reușit să preia controlul asupra întregii țări Yemen, cucerind de asemenea San`a'. Populația din Aden s-a ridicat împotriva otomanilor, astfel că portughezii au deținut controlul orașului până la cucerirea acestuia de către Piri Reis în 1548.

## Mediterana și Africa de Nord

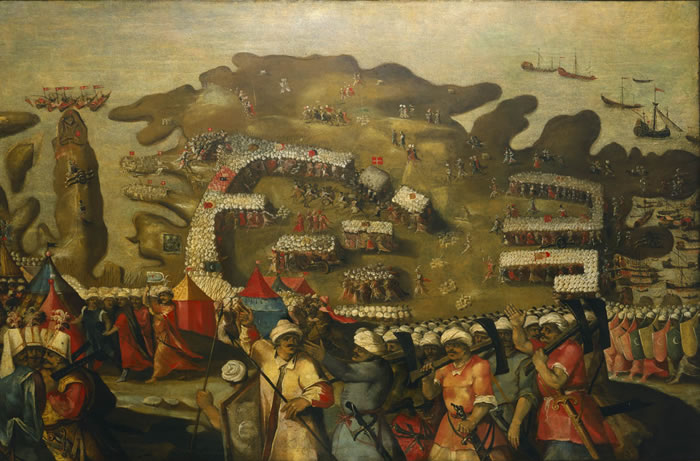
Asediul Maltei (1565)

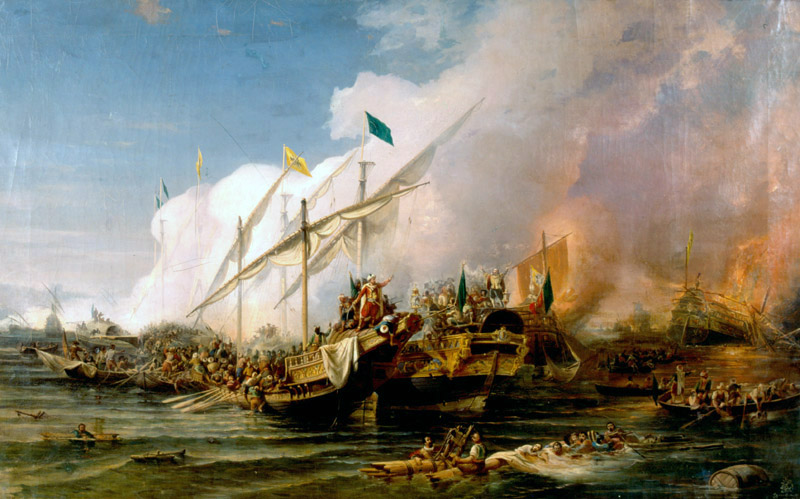
Khair ad-Din înfrânge Liga Sfântă în batălia de la Preveza (1538)

Având de consolidat cuceririle sale pe teren, Soliman a fost întâmpinat cu vestea că cetatea de Koroni în Moreea a fost pierdută, fiind cucerită de către amiralul lui Carol Quintul, Andrea Doria. Recunoscând necesitatea de a-și reafirma supremația marină din Marea Mediterană, Soliman a numit comandant naval pe Khair ad-Din, cunoscut europenilor ca Barbarossa. Odată numit amiral-șef, Barbarossa a fost însărcinat cu reconstruirea flotei otomane, într-o asemenea măsură încât marina otomană a egalat  marina celorlalte țări mediteraneene luate împreună. În 1535 Carol al V-lea a câștigat o victorie importantă împotriva otomanilor la Tunis și împreună cu războiul împotriva Veneției din anul următor, l-a condus pe Soliman să accepte propunerile regelui Francisc I al Franței pentru a forma o alianță împotriva lui Carol Quintul. În 29 septembrie 1538 flota spaniolă a fost învinsă de Barbarossa în Bătălia de la Preveza în nord-estul Greciei), asigurând supremația turcilor in partea de est a Mediteranei timp de 33 de ani, până la înfrângerea din Bătălia de la Lepanto în 1571. 

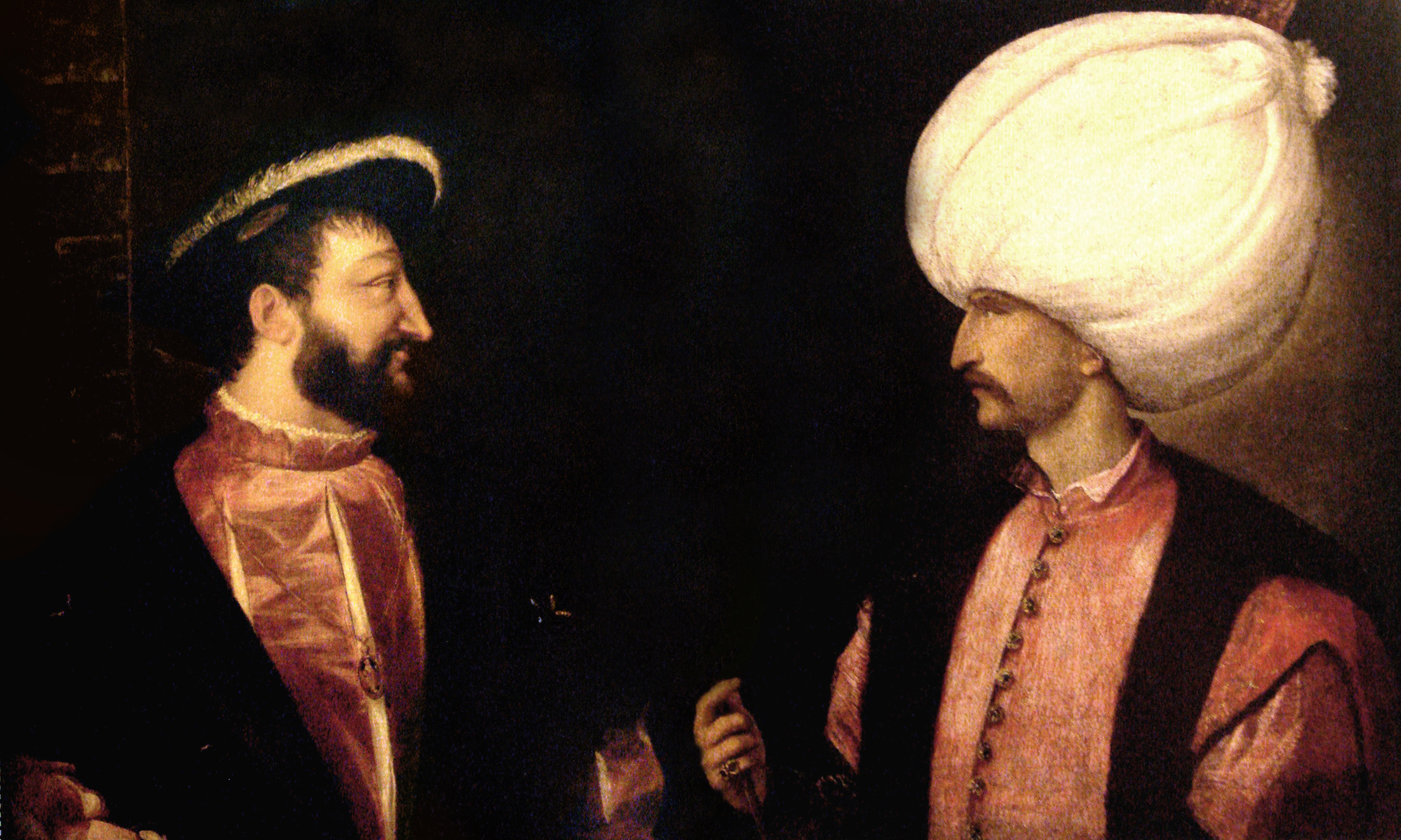
Francisc I al Franței și Soliman Magnificul au inițiat o alianță franco-otomană (1530)

Francisc I și Soliman Magnificul au inițiat o alianță franco-otomană în 1530, împotriva lui Carol Quintul, care a devenit efectivă în anul 1533 Pretextul folosit de Francisc I pentru a încheia o alianță cu puterea musulmană a fost protejarea creștinilor de pe teritoriile otomane, prin acorduri denumite Capitulațiile Imperiului Otoman (capitulația respectivă, de fapt un tratat comercial,care acorda supușilor francezi privilegii extrateritoriale în Imperiul Otoman, a fost încheiată la 18 februarie 1536) Istoria încheierii tratatului comercial franco-turc, din anul 1536, este următoarea (cf. Roger Bigelow Merriman, ref.30): la 11 februarie 1535, regele Francisc l-a însărcinat pe unul dintre secretarii personali, Jean de la Forêt (sau La Forest), care părăsește Parisul cu o suită de 12 persoane, să se întâlnească cu amiralul Barbarossa pentru a cere un ajutor viguros cu scopul de a recuceri Genoa, apoi cu sultanul Soliman pentru a-l convinge să încheie o „pace generală”. La Forêt l-a vizitat pe Barbarossa la Tunis, unde acesta se stabilise. Apoi Jean La Forêt a trecut în Asia Mică și l-a ajuns din urmă pe Soliman, în luna mai,  la Honar, în Azerbaidjan. Trimisul francez, fiind acreditat ca ambasador al Franței pe lângă Sultan, a rămas în anturajul lui  Soliman până  la sfârșitul războiului cu Persia, care a durat mai mult decât s-au așteptat; s-au întors la Constantinopol în primele săptămâni ale anului 1536. Francisc n-a dorit să anunțe restului lumii creștine întreaga amploare a profunzimii relațiilor sale cu musulmanii, de aceea l-a instruit pe La Forêt ca, pentru informarea publică, să încerce să obțină un tratat cu semnificație, în principal, comercială. Acest tratat de comerț a pus bazele protectoratului economic, politic și religios al Franței în Levant. Obiectivul era să se ascundă alianța secretă politică și militară între Sultan și Fiul cel mai vârstnic al Bisericii creștine, contra Împăratului Carol Quintul. Trimisul francez a reușit să-și îndeplinească misiunea, la 18 februarie 1536. Primul articol al tratatului menționează "pacea bună și sigură și concordia sinceră pe durata întregii vieți a fiecăruia dintre contractanți". Articolele următoare se ocupă de comerț. Francezii puteau să facă comerț în Levant, achitând aceleași impozite ca și supușii Sultanului; la fel pentru turci, în Franța. Toți creștinii căzuți în sclavie în Turcia vor fi eliberați la cererea ambasadorului francez la Constantinopol. Va fi pace între navele fiecăruia dintre contractanți. Acest tratat a pus capăt preponderenței Veneției în Levant.                                     
Influența politică obținută de Franța și protectoratul ei economic au avut drept corolar protectoratul religios asupra tuturor catolicilor din țările supuse Sultanului. Locurile Sfinte treceau sub protecția Franței. (J. Ursu, op. cit. p. 98). La Forêt a murit  în primele zile ale lunii septembrie 1537, iar în locul său, postul vacant de ambasador la Poartă a fost ocupat de Rincon. Deoarece împăratul Carol Quintul nu a restituit Ducatul Milanului regelui Franței, ambasadorul Rincon a fost instruit să întreprindă tratative diplomatice cu Soliman pentru „o nouă ratificare și confirmare a prieteniei și bunăvoinței pe care Sultanul ("le Grand Seigneur") o poartă regelui Franței”. Această „nouă ratificare și confirmare a prieteniei” nu era decât o formulă diplomatică disimulând reînnoirea alianței ofensive secrete între cele două Puteri. La aceste tratative, diplomația franceză a obținut eliberarea tuturor creștinilor care erau sclavi, restituirea navelor franceze și predarea relicvelor sfinte către creștinii din Ierusalim.                                    
Această alianță a durat până în anul 1544. Ulterior, în februarie 1553, Soliman a încheiat cu urmașul lui Francisc I, Henric al II-lea, un tratat de alianță și colaborare în războiul maritim pe care acesta îl ducea împotriva lui Carol al V-lea. Pe baza tratatului, sultanul urma să dea ordin flotei sale ca timp de doi ani să sprijine Franța, primind în schimb 300.000 livre aur.                                    
La est de Maroc, teritorii uriașe în Africa Nordică au fost anexate. Statele berbere din Tripolitania, Tunisia, și Algeria au devenit provincii autonome ale Imperiului, servind ca surse de conflict lui Soliman cu Carol Quintul, a cărui încercare de a alunga turcii nu a reușit în 1541. Pirateria desfășurată ulterior de către berberii și piratii din Africa de Nord poate fi văzută în contextul războaielor împotriva Spaniei, care pentru o perioadă scurtă au servit expansiunii otomane si au asigurat dominația navală în Marea Mediterană. Forțele navale otomane au controlat de asemenea Marea Roșie și Golful Persic, supremație ce a durat până în 1554, când navele lor au fost învinse de marina Imperiului portughez. Portughezii au cucerit Ormus (în strâmtoarea Ormuz) în 1515 și vor continua să concureze cu forțele lui Soliman pentru controlul cetății Aden, în prezent Yemen.
În 1542, în fața  inamicului comun, Habsburg, Francisc I a căutat să reînnoiască alianța franco-otomană. Ca rezultat, Soliman a pus la dispozitie 100 de corăbii sub conducerea lui Barbarossa în scopul de a ajuta francezii în Mediterana de vest. Barbarossa a jefuit coastele orașului Napoli și ale Siciliei, înainte de a ajunge în Franța, unde la   Toulon, Francisc a creat centrul de comandă al amiralității navale otomane. Aceeași campanie a lui Barbarossa a avut ca efect atacul de cucerire a Nisei în 1543. În anul 1544, pacea încheiată între Francisc I și Carol Quintul a pus un sfârșit temporar al alianței dintre Franța și Imperiul Otoman.
În altă parte, în Marea Mediterană, după ce Cavalerii Ospitalieri au fost restabiliți, devenind Cavalerii de Malta în 1530, acțiunile lor împotriva forțelor navale musulmane au atras rapid otomanii care au alcătuit o altă armată masivă, în scopul de a disloca Cavalerii de Malta. Otomanii au invadat în 1565, pornind Marele Asediu al Maltei, care a început pe data de 18 august și a durat până la 8 septembrie, și care a fost portretizat în frescele lui Matteo Perez d'Aleccio în The Hall of St. Mihail and St. George. La început se părea că asediul Maltei ar fi o repetare a bătăliei de la Rodos, majoritatea orașelor din Malta fiind distruse, iar jumătate din Cavaleri uciși în luptă, dar trupele venite în ajutor din Spania au condus la pierderea a 30.000 de soldați otomani și victoria cetățenilor maltezi.

## Reforme administrative

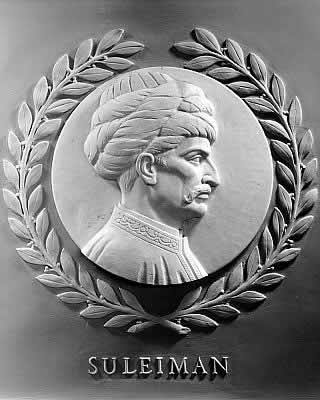
Un basorelief a lui Soliman ce împodobește interiorul Camerei Reprezentanților din SUA.

În timp ce Sultanul Soliman a fost cunoscut sub numele de "Magnificul" în Occident și sub numele de Suleiman Kanuni sau "Legiuitorul" în Orient, istoricul Lord Kinross a spus: "Nu a fost un mare militar, un om de sabie, ca tatăl și străbunicul său. El a fost diferit de ei, în măsura în care a fost, de asemenea, un bun scriitor. El a fost un mare legiuitor și un exponent mărinimos al justiției". Legea superioară a imperiului a fost shari'ah sau Legea Sacră, care este la fel cu legea divină a Islamului. O altă lege a Imperiului Otoman a fost  Kanuns, această lege acoperă domenii cum ar fi dreptul penal, proprietatea funciară și impozitele. Această lege a adunat toate hotărârile judecătorești care au fost emise de către cei nouă sultani otomani care l-au precedat. După eliminarea suprapunerilor și alegerea între declarațiile contradictorii, el a emis un singur cod legal, care are grijă să nu încalce legile de bază ale Islamului. Când Legile Kanuns au atins forma lor finală, codul de legi a devenit cunoscut cu denumirea Kanun-i Osmani, sau "legile otomane". Codul juridic al lui Soliman a durat mai mult de trei sute de ani.
Suleiman a dat o atenție deosebită situației supușilor creștini care au lucrat pământul spahiilor numiți Rayas. "Codul de Rayas" a reformat legislația care reglementează taxele și impozitele  care urmează să fie plătite de către Rayas, ridicarea statutului lor mai sus în iobăgie în măsura în care iobagii creștini ar migra spre teritoriile turcești și să beneficieze de pe urma reformelor. Sultanul a jucat un rol important în protejarea evreilor din imperiul său. La sfârșitul anului 1553 sau 1554, la sugestia de medicului său favorit Moise Hamon care era evreu, sultanul a emis un decret denunțând în mod oficial uciderea evreilor.  În plus, Suleiman a adoptat o nouă legislație penală, prescrierea unui set de amenzi pentru infracțiuni specifice, precum și reducerea cazurilor care impun pedeapsa la  moarte sau mutilare. În domeniul impozitării, au fost percepute taxe pe bunuri și diverse taxe pe producție, inclusiv animale, minele, profiturile comerciale, și taxe de import-export.
Învățământul a fost un alt domeniu important pentru Sultan. Școlile atașate la moschei și finanțate de fundații religioase au oferit o educație în mare parte gratuită pentru tinerii musulmani. În capitala statului otoman, Soliman a crescut numărul de mektebs (școli primare). La paisprezece ani, copiii învățau să citească și să scrie, precum și principiile Islamului. Cei care doreau continuarea educației puteau urma cursurile la unul dintre cele opt medrese (seminarii otomane), ale căror studii au inclus gramatica, metafizica, filosofia, astronomia și astrologia.

## Realizări culturale

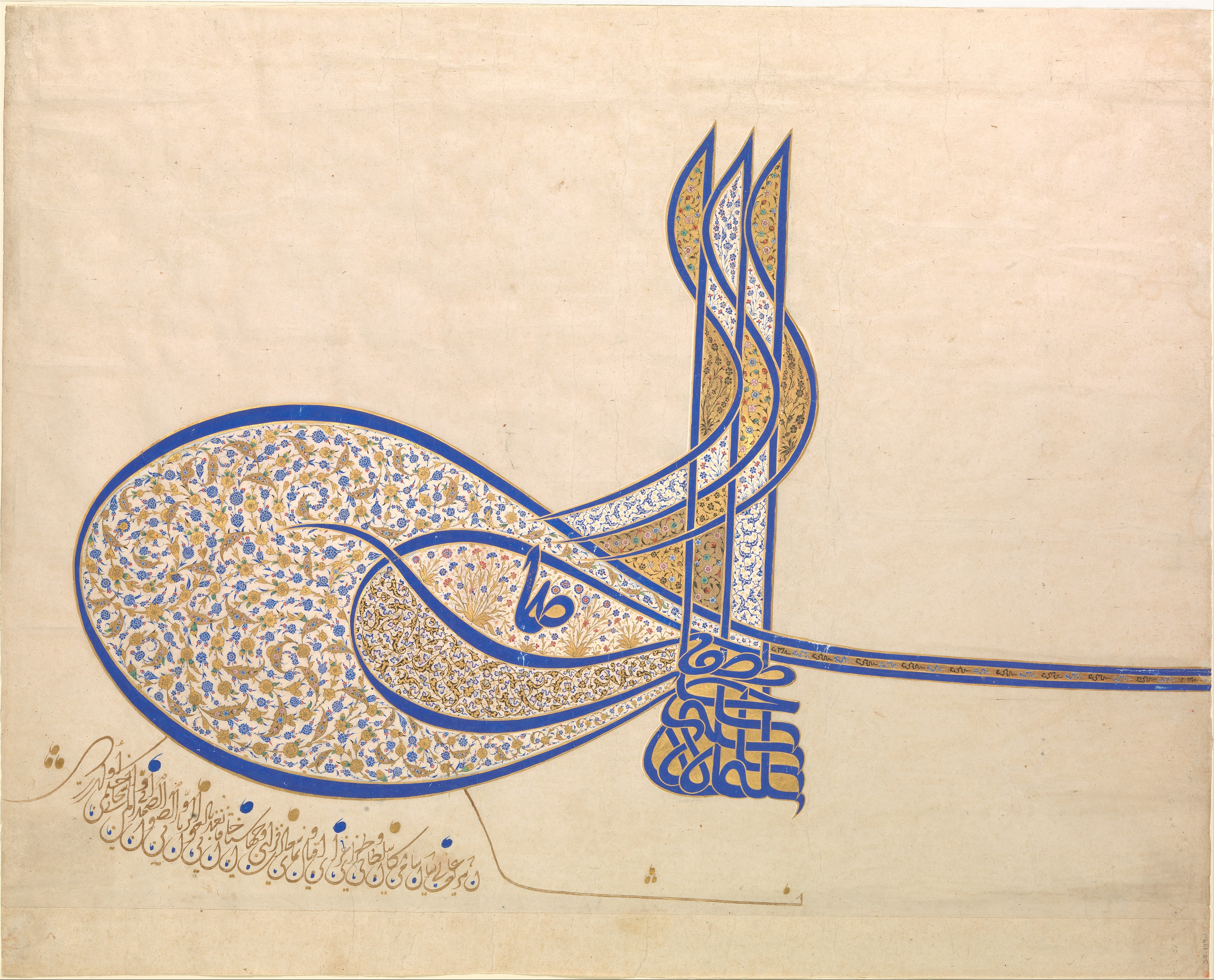
Tughra lui Soliman.

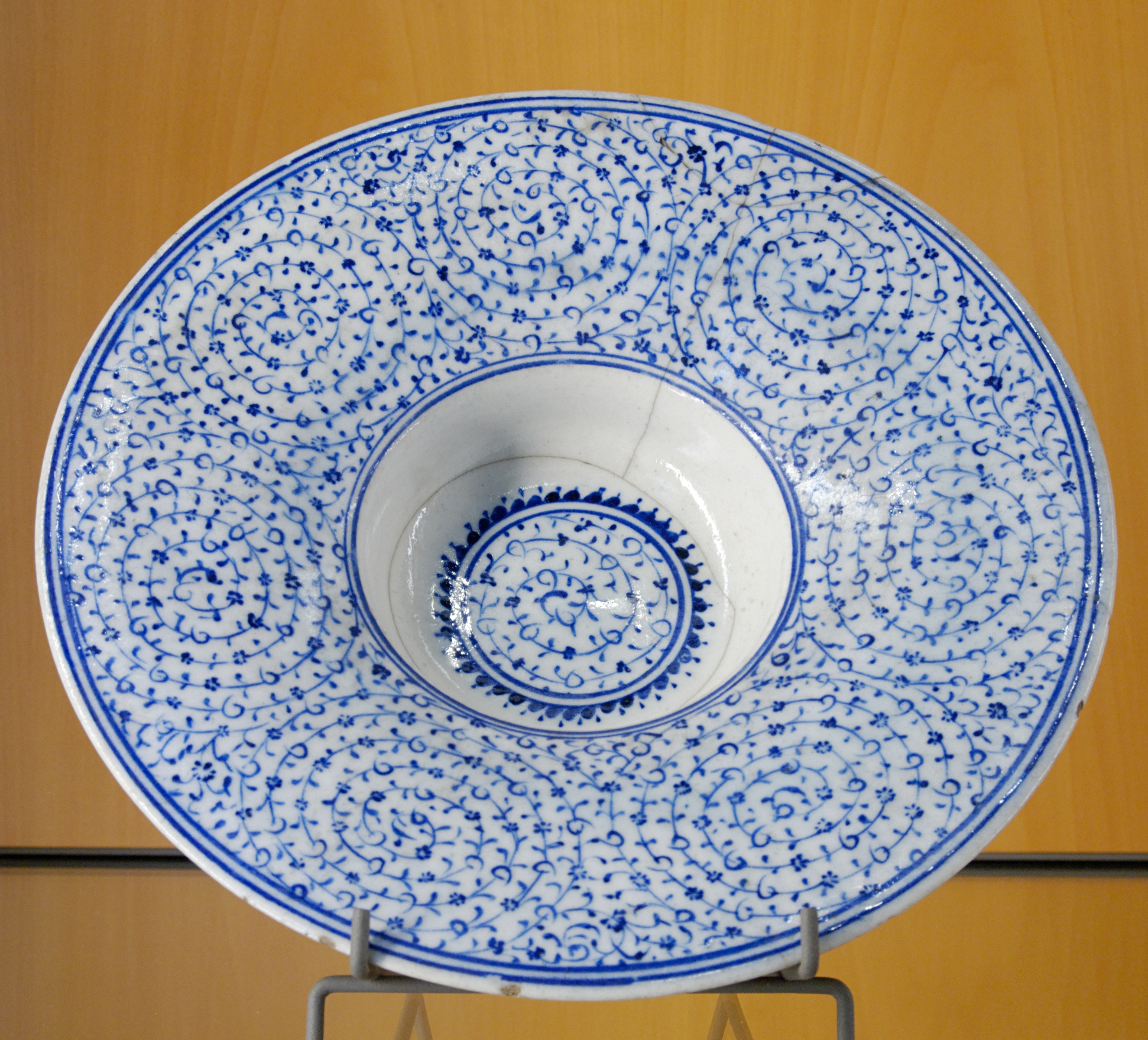
Ceramica Iznik prosperă în timpul lui Soliman. 1530-1540.

Sub conducerea lui Soliman, Imperiul Otoman a intrat în epoca de aur a dezvoltării sale culturale. Sute de societăți imperiale artistice (numite Hiref Ehl-i, "Comunitatea de Talente") au fost administrate din sediul imperial, Palatul Topkapî. După ucenicie, artiștii și meșterii puteau avansa în rang în domeniul lor și erau plătiți, salariile fiind date în rate trimestriale. Ehl-i Hiref a atras cei mai talentați artiști în curtea sultanului, atât din lumea islamică cât și din recentele teritorii cucerite din Europa, rezultând un amestec de islamici, turci și alte culturi europene. Artizanii de la curte erau: pictori, cojocari, bijutieri etc. Întrucât conducerea anterioară a fost influențată de cultura persană (tatăl lui Soliman, Selim I a scris poezii în limba persană), domnia lui Soliman a creat o artă proprie a Imperiul Otoman.
În timpul domniei lui Soliman a fost încurajat și studiul istoriei și literaturii. În perioada sa vor fi scrise numeroase piese istorice și literare care vor avea drept scop principal preamărirea persoanei sale.
Suleiman însuși a fost un poet talentat, a scris în limba persană și turcă sub pseudonimul Muhibbi. Unele din versurile lui Soliman au devenit proverbe turcești. Când fiul lui, Mehmed, a murit în 1543, el a compus o cronogramă pentru comemorarea fiului său. În plus față de propria muncă a lui Soliman, multe alte talente au animat lumea literară în timpul domniei lui Soliman, inclusiv Fuzûlî și Bâkî. Istoricul literar EJW Gibb a observat că „Niciodată în Turcia, nu s-au încurajat poeziile, decât în timpul domniei acestui Sultan”.

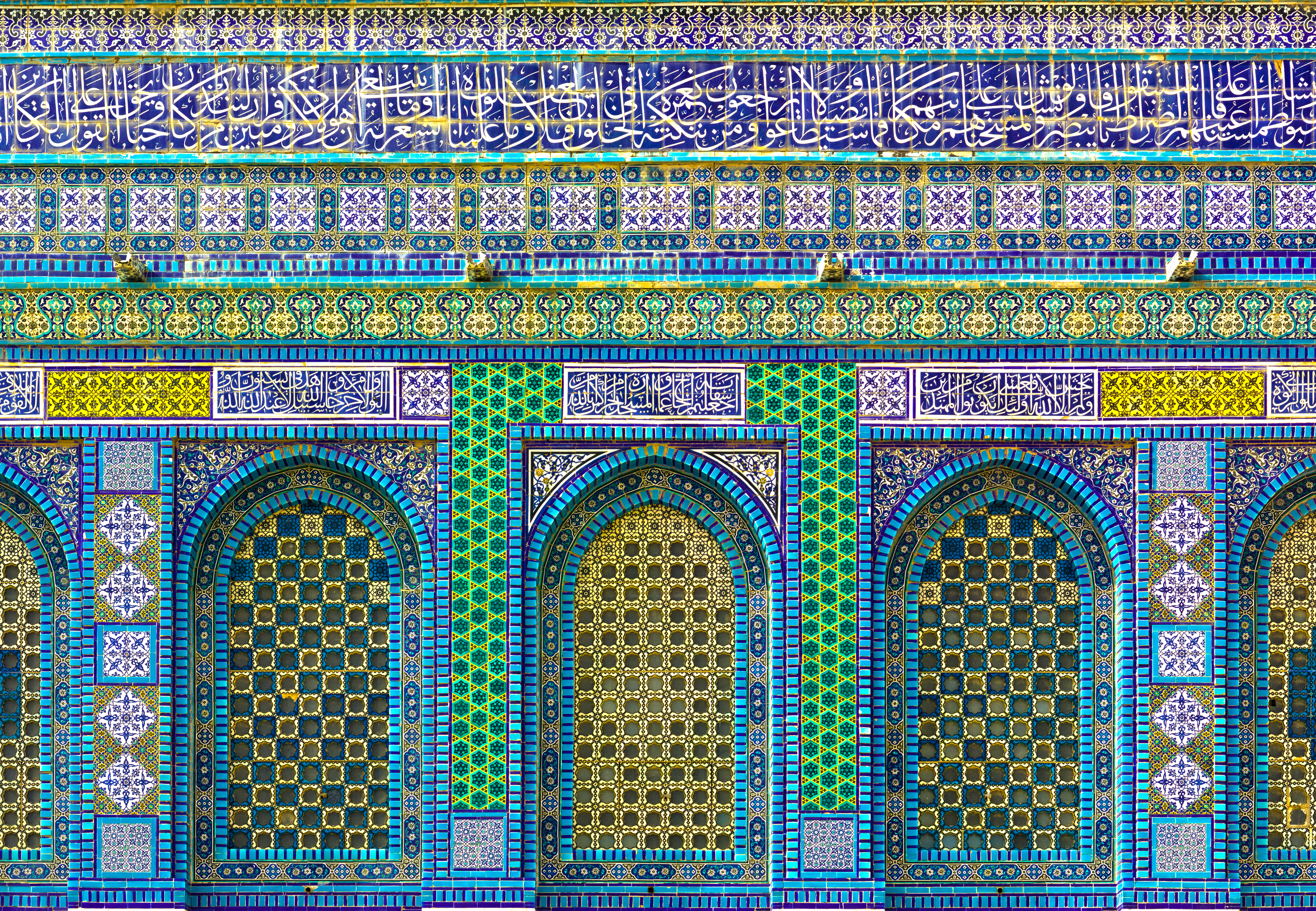
Detaliu al plăcilor ceramice de la Cupola Stâncii, restaurată de către Soliman.

Suleiman, de asemenea, a devenit renumit pentru sponsorizarea construcțiilor monumentale arhitecturale în cadrul imperiului său. Sultanul a căutat să transforme Constantinopolul în centrul civilizației islamice printr-o serie de proiecte, inclusiv poduri, moschei, palate și diferite instituții de caritate și sociale. Cea mai mare parte dintre acestea au fost construite de arhitectul-șef al sultanului, Mimar Sinan, cel cu care arhitectura otomană a atins apogeul. Sinan a devenit arhitectul a peste trei sute de monumente în tot imperiul, inclusiv cele două capodopere, Suleymaniye și moscheia Selimiye, aceasta din urmă fiind construită în Adrianopol, în timpul domniei lui Selim al II-lea, fiul lui Soliman . Suleiman a restaurat, de asemenea, Cupola Stâncii din Ierusalim și zidurile Ierusalimului, a renovat Kaaba din Mecca, și a construit un complex în Damasc.

## Viața personală

### Harem
- Mahidevran Hatun, Baș Kadın
- Hurrem Sultan, Haseki Sultan și apoi soția legală
- Mükerrem Hatun, Baș Kadin
- Gülfem Hatun

### Copii
- Șehzade Mahmud (1512 – 20 Octombrie1520) cu Mükerrem Hatun
- Șehzade Mustafa (1515 – 6 Octombrier 1553) cu Mahidevran
- Raziye Sultan (c.1517 - 1520)
- Șehzade Murad (1519  – 19 Octombrie 1520)  cu Gülfem Hatun
- Șehzade Mehmed (1521 – 6 Noiembrie) cu Hurrem Sultan
- Mihrimah Sultan (1522  – 25 Ianuarie 1578) cu Hurrem Sultan
- Sultanul Selim II (30 May 1524  – 12/15 Decembrie 1574) cu Hurrem Sultan
- Șehzade Abdullah (1525 – 1528) cu Hurrem Sultan
- Șehzade Bayezid (1527 –  25 Septembrie 1561) cu Hurrem Sultan
- Șehzade Cihangir (9 Decembrie 1531  – 27 Noiembrie 1553) cu Hurrem Sultan

#### Hürrem Sultan /Roxelana

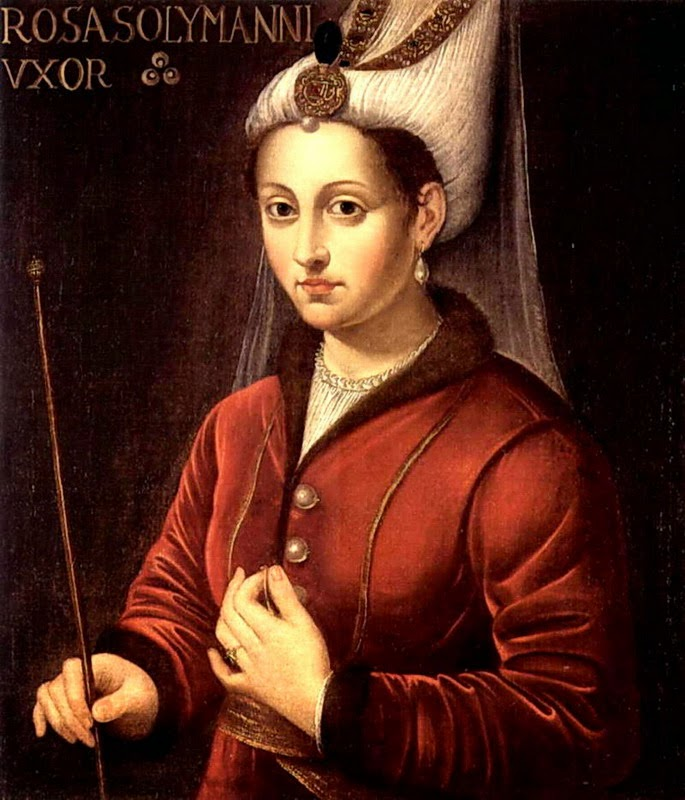
Hürrem Sultan (Roxelana)

- Roxelana (Alexandra sau Anastasia Lisowska) a fost răpita de tătari în anul 1520 (14 ani)
- Hurrem îl naște pe Mehmet în anul 1521 (la 15 ani)
  - Mehmet moare la vârsta de 22 de ani, în anul 1543, când Hurrem avea 37 de ani
- Hurrem o naște pe Mihrimah în anul 1522 (la 16 ani)
- Hurrem îl naște pe Abdullah în 1523 (la 17 ani) 
  - Abdullah moare 2 ani mai târziu in 1525
- Hurrem îl naște pe Selim in anul 1524 (la 18 ani)
- Hurrem îl naște pe Bayazid in 1526 (la 20 de ani)
- Hurrem se căsătorește cu Soliman, încălcând tradiția, în anul 1530 (la 24 de ani), fiind sclavă în harem
- Hurrem îl naște pe Cihangir în anul 1533 (la 27 de ani). Acesta era însă cocoșat și de aceea nu a ieșit din palat.[9]
  - Cihangir moare la vârsta de 20 de ani, când Hurrem avea 47 de ani
- Mustafa moare la vârsta de 38 de ani, când Hurrem avea 47 de ani
- Hurrem moare la vârsta de 52 de ani, în anul 1558

Soliman s-a îndrăgostit nebunește de Hürrem Sultan. Diplomații străini (din Occident) au auzit despre ea la palat și au numit-o Russelazie sau Roxelana, referindu-se la originile ei slave. Fiind fiica unui preot ortodox ucrainean, ea a fost înrobită și crescută pentru a deveni favorita lui Soliman. Astfel a devenit soția sultanului, spre uimirea oamenilor din palat și din oraș. De asemenea, Soliman a permis soției sale să rămână cu el la curte pentru tot restul vieții ei.

#### Pargali Damat Ibrahim Pasha

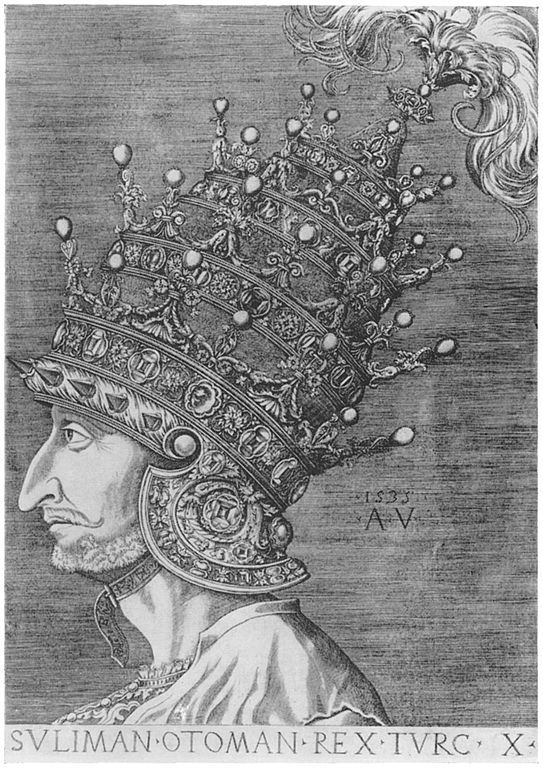
Gravura lui Soliman Magnificul facută de Agostino Veneziano.

Pargalı Ibrahim Pașa a fost un prieten din copilăria lui Soliman. Ibrahim era de origine greacă-ortodoxă,s-a născut în 1494 în orașul Parga din Grecia de astăzi. Sultanul Suleiman se întâlnise din întâmplare cu Ibrahim pe când era sangeacbei la Manisa și l-a luat pe Ibrahim la palat. Când era tânăr Ibrahim a învățat la Școala Palatului Topkapî în cadrul sistemului devshirme. Suleiman l-a făcut șoimar regal, apoi l-a promovat ca  prim ofițer din dormitorul regal. Ibrahim Pașa a fost promovat la gradul de mare vizir în 1523 și comandant-șef al tuturor armatelor. Soliman i-a dat autoritate lui Ibrahim peste toate teritoriile turcești în Europa, precum și comanda trupelor care locuiesc în cadrul acestora în timp de război. Potrivit unui cronicar din secolul 17, Ibrahim i-a cerut lui Suleiman să nu-l promoveze la aceste poziții înalte, temându-se pentru siguranța lui, la care Suleiman a răspuns că sub domnia lui, indiferent de circumstanță, Ibrahim nu va fi pedepsit cu moartea.
Cu toate acestea, Ibrahim în cele din urmă a redus relațiile cu Sultanul. În timpul celor treisprezece ani ca mare vizir, ascensiunea sa rapidă la putere și acumularea de avere mare i-a creat mulți dușmani lui Ibrahim. Rapoartele au ajuns și la sultan.
Ministrul de Finanțe (vistiernicul) Iskender Çelebi s-a certat cu Ibrahim. Ultimele cuvinte ale lui Celebi au fost de a îl acuza pe Ibrahim de conspirație împotriva sultanului.  Aceste cuvinte spuse pe patul de moarte l-au convins pe Suleiman că Ibrahim nu îi mai este loial și pe 15 martie 1536 corpul neînsuflețit a lui Ibrahim a fost descoperit în Palatul Topkapî, fiind ucis de patru călăi muți. În locul său a fost numit ca mare vizir Ayas Mehmed Pașa.

#### Mahidevran Sultan
Mahidevran Gulbahar s-a născut cel mai probabil în anul 1500. Unii sustin că era de origine albaneză sau greacă. În 1515 l-a născut pe Mustafa, fiul ei și al lui Soliman, care încă guverna Manisa. La moartea lui Selim I, Soliman a devenit sultan și s-a mutat cu familia sa la palatul Topkapî.
În Harem Mahidevran a avut un rival foarte influent, pe sultana Hürrem (Roxelana), care s-a dovedit a fi favorita sultanului, și după câțiva ani a devenit soția lui. Spiritele celor două femei erau tinute în frâu de către sultana Hafsa, iar după moartea acesteia în 1534 rivalitatea dintre cele două a atins cote maxime. Situația se agraveaza atunci când între cele două femei pornește o luptă, iar Hürrem este bătută.
Soliman înfuriat o trimite pe Mahidevran să trăiască împreună cu fiul ei. La sfârșitul domniei lui Soliman, atât Hürrem cât și vizirul Rüstem Pașa s-au intors împotriva lui Mustafa. Acesta a fost acuzat că a colaborat cu dușmanii, iar din aceasta cauză Soliman a ordonat execuția lui, în anul 1553.
După mulți ani de la execuția fiului său, Mahidevran s-a stabilit la Bursa, unde a trăit în sărăcie pentru ca nu avea aproape nici un venit. Noul sultan, Selim al II - lea i-a asigurat totuși lui Mahidevran un venit. Mahidevran a murit în anul 1581 la vârsta de 81 de ani .

## Moștenirea

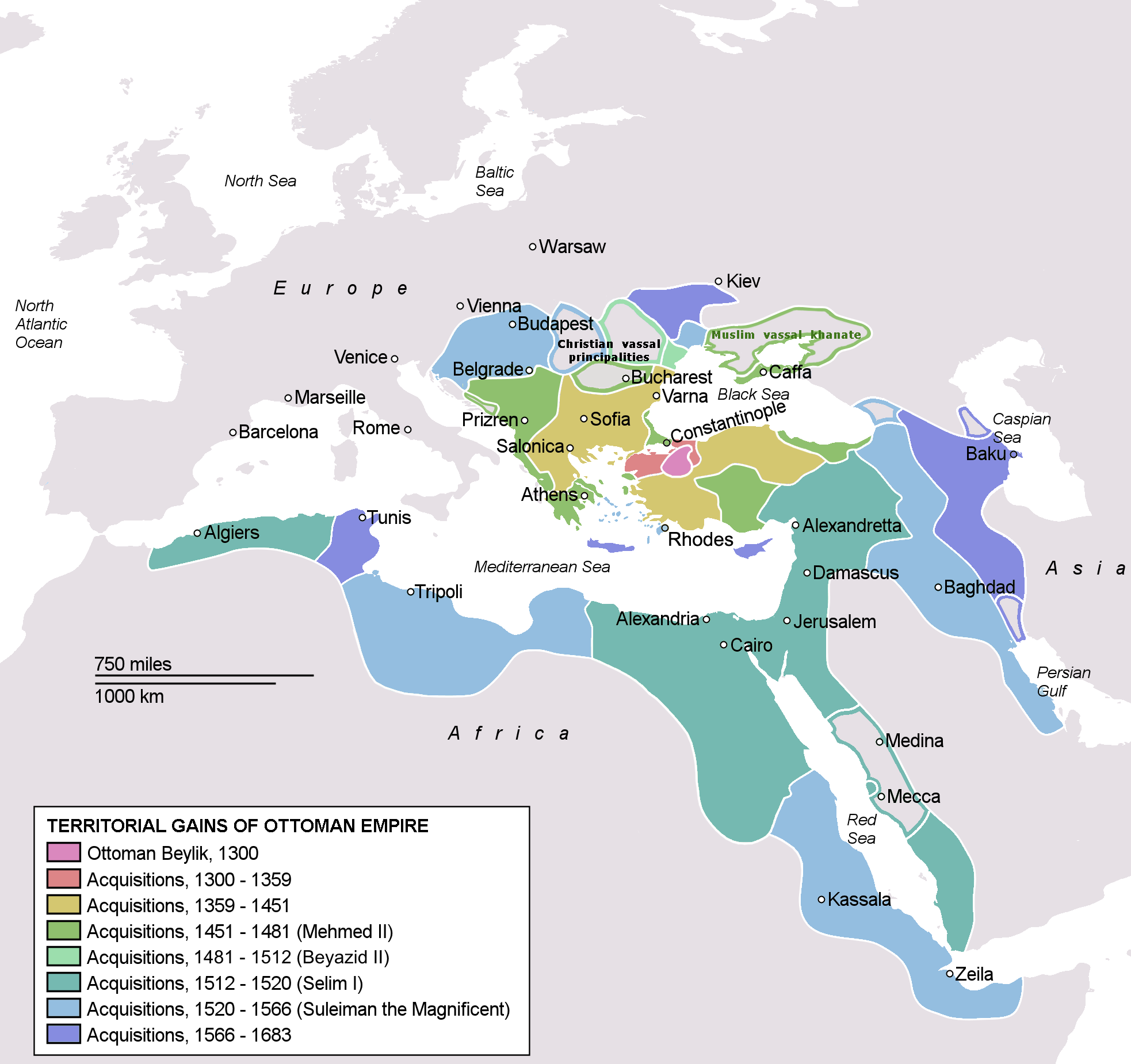
Cuceririle lui Soliman I

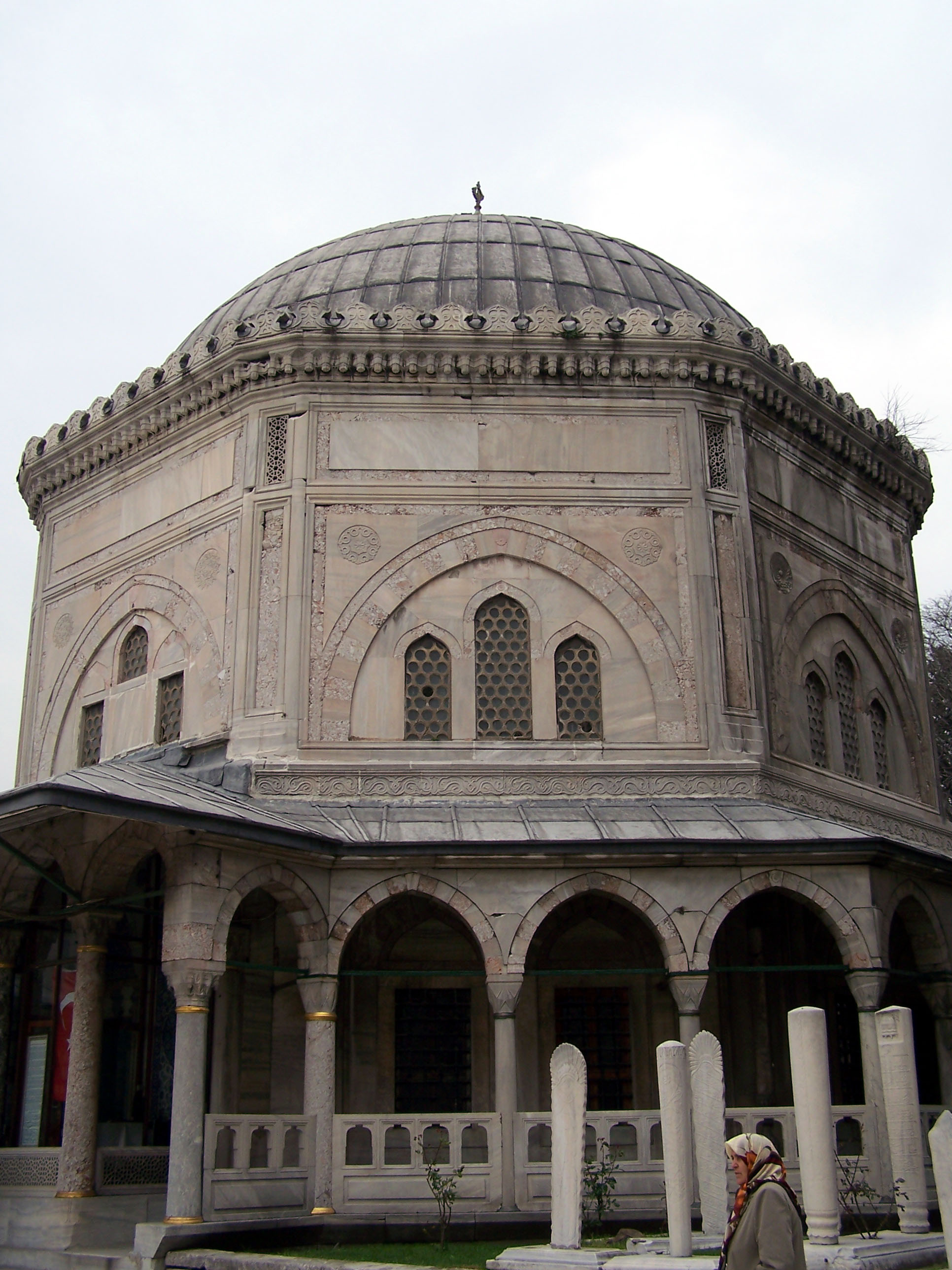
Mormântul lui Suleiman la Moscheea Suleymaniye.

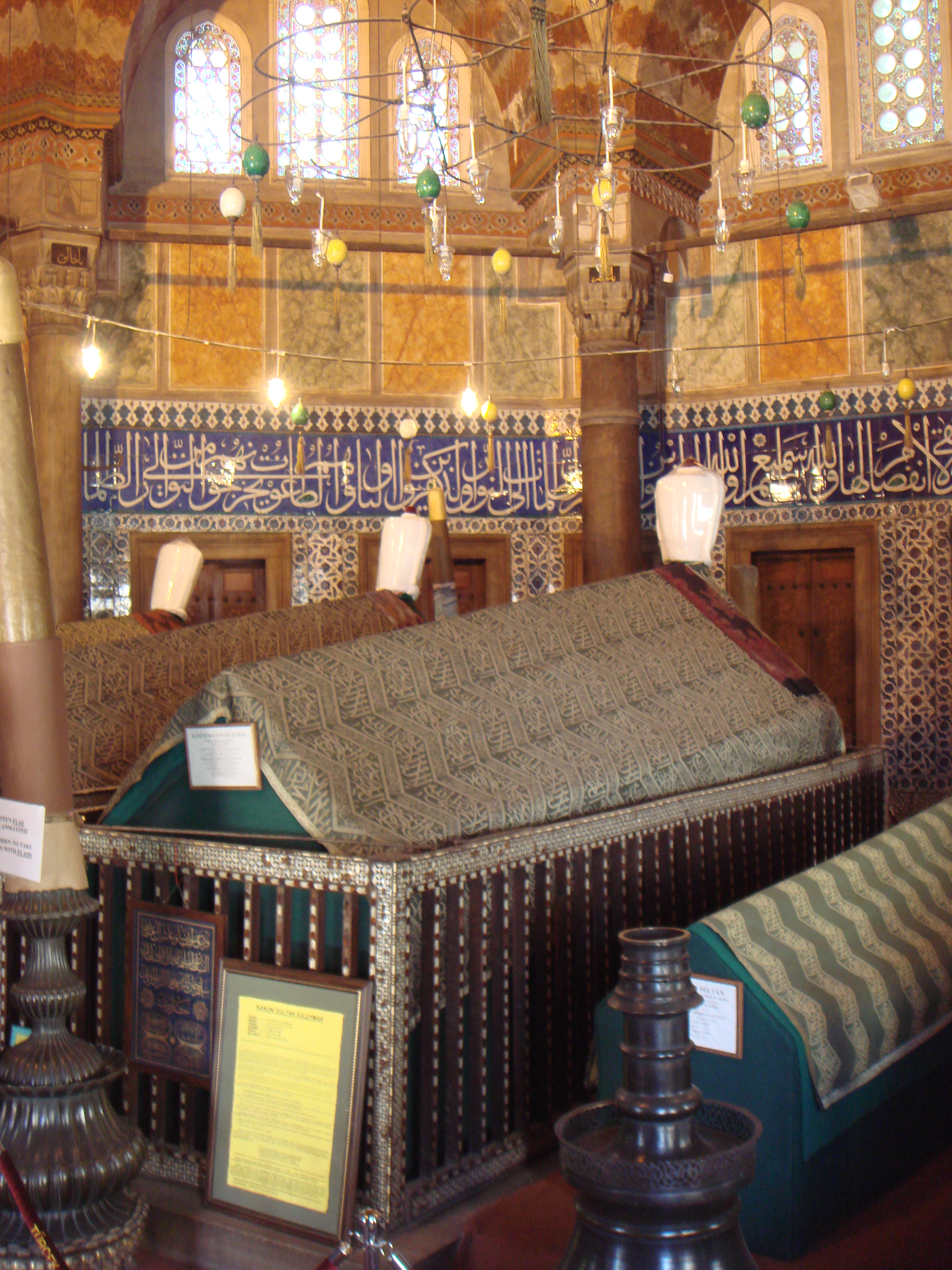
Sicriul lui Suleiman

La momentul morții lui Soliman, Imperiul Otoman era una dintre marile puteri ale lumii. Cuceririle lui Soliman au adus sub controlul Imperiului marile orașe musulmane (Mecca, Medina, Ierusalim, Damasc, și Bagdad), multe din provinciile Balcanice (ajungând până în Croația și Austria din prezent), și cea mai mare parte din Africa de Nord. Expansiunea sa în Europa a dat turcilor o prezență puternică în balanța de putere europeană. Într-adevăr, așa era percepută amenințarea Imperiului Otoman sub domnia lui Soliman că ambasadorul Busbecq a avertizat asupra cuceririi iminente a Europei: „Pe partea turcilor sunt resursele unui imperiu puternic, puterea neatinsă, de acomodare la victorie, rezistența de trudă, unitate, disciplină, frugalitate și veghere ... Putem să ne îndoim de ce rezultat va fi? ... Când turcii vor termina cu Persia, vor zbura la gâtul nostru susținuți de puterea întregului est”.
Chiar treizeci de ani după moartea sa "Sultan Solyman" a fost citat de autorul englez William Shakespeare ca un copil minune militar în "Negustorul din Veneția".
Turbe (mormântul) din Sultan Süleyman la Moscheea Suleymaniye.
Moștenirea lui Soliman nu a fost, totuși, numai în domeniul militar. Călătorul francez Jean de Thevenot un secol mai târziu aduce mărturie despre "baza agricolă puternică a țării, bunăstarea țărănimii, abundența de alimente de bază și pre-eminența de organizare în guvernul lui Soliman", reformele administrative și juridice care i-au adus porecla de Legiuitorul au asigurat supraviețuirea îndelungată a Imperiului după moartea sa, o realizare care "a luat multe generații de moștenitori decadente pentru a o anula".
Prin patronajul său personal, Suleiman, de asemenea, a prezidat epoca de aur a Imperiului Otoman, care reprezintă apogeul de realizare culturală a turcilor otomani,  în domeniile arhitecturii, literaturii, artei, filozofiei și teologiei. Astăzi orizont din Bosfor, și de multe orașe din Turcia modernă și foste provincii otomane, sunt încă decorate cu lucrări arhitecturale ale lui Mimar Sinan. Unul dintre acestea, Moscheea Suleymaniye, este locul de veci al lui Suleiman și Herenzaltan: acestea sunt îngropate în mausolee separate bombate, atașate la moschee. 
Moscheea Sultan Suleiman există în Ucraina, orașul Mariupol. Această moschee este numită  după Kanuni Sultan Süleyman. A fost construită de către un om de afaceri turc dl Salih Cihan, care s-a născut în Trabzon, și a fost deschisă în anul 2005. La moschee sunt oferite de cinci ori rugăciuni, împreună cu rugăciunea de vineri.